# Ultimate Fighting Championship
Pour les articles homonymes, voir UFC.
L'Ultimate Fighting Championship (UFC) est une organisation américaine d'arts martiaux mixtes (MMA), actuellement reconnue comme la plus importante ligue mondiale de ce sport de combat. La première soirée tenue par la promotion en novembre 1993 à Denver dans le Colorado, se présente comme un tournoi permettant de confronter différents styles d'arts martiaux et sports de combat dans des règles libres. Cet événement est alors souvent considéré comme un pilier de l'avènement des « MMA modernes ».
L'organisation a depuis évolué, passant d'une compétition inter-styles à un sport de combat dont les règles, désormais  bien établies et reconnues par de nombreuses commissions athlétiques aux États-Unis et à travers le monde, ont dû être petit à petit modifiées pour éviter les interdictions et protéger la santé des combattants. En 2013, l'UFC avait sous contrat environ 450 compétiteurs. En 2014, la fédération organisait 46 événements à travers le monde, principalement aux États-Unis, mais aussi au Japon, au Brésil, en Australie ou en Chine. Et plus récemment en 2022, l’UFC s’est étendu jusqu’en France.

## Création

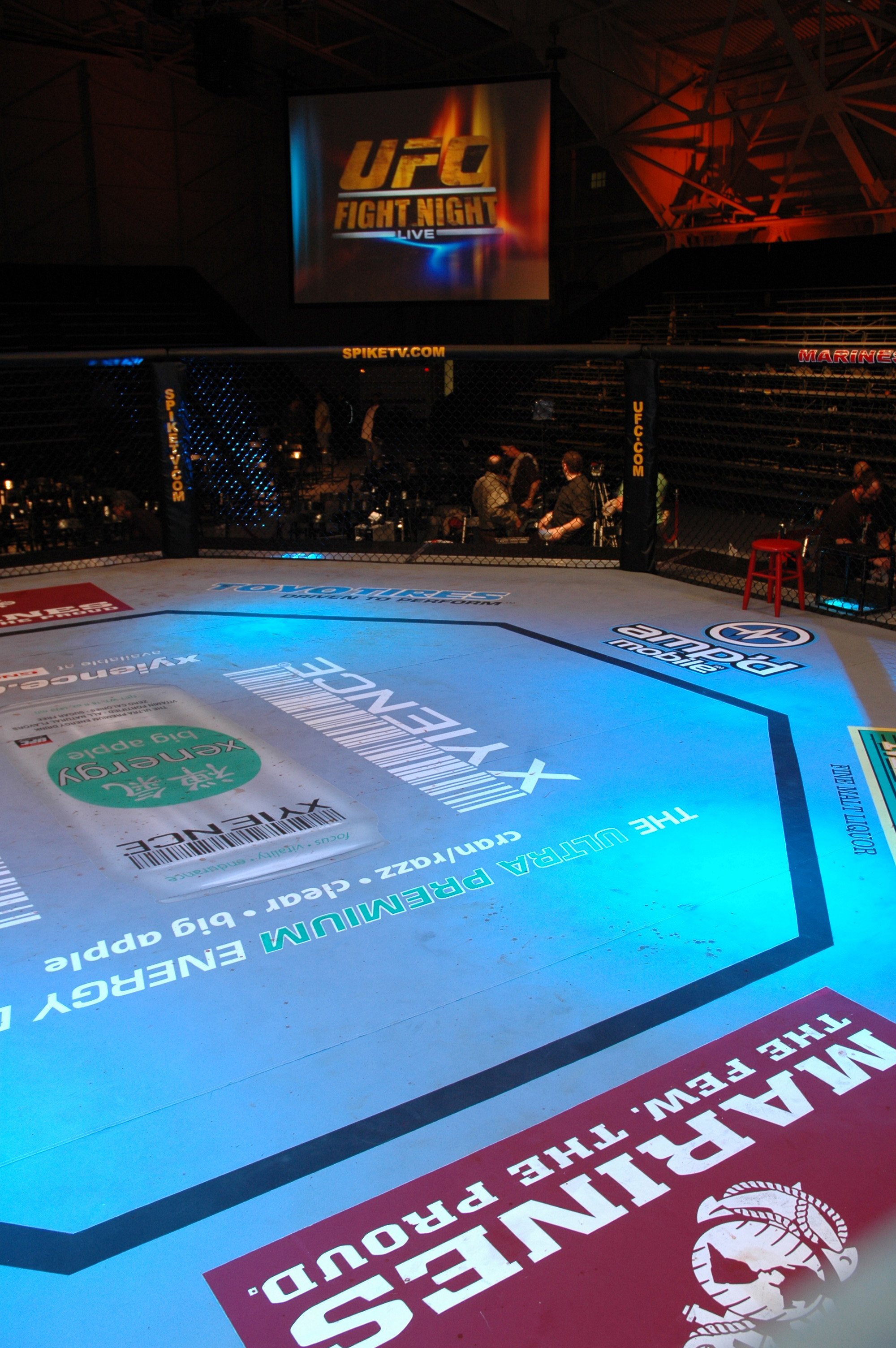
L'Octogone, la surface de combat entourée de grillage, marque de fabrique de l'UFC.

Au début des années 1990, le promoteur de kick-boxing, Art Davie (en), propose au cinéaste John Milius et à Rorion Gracie, fils du créateur du jiu-jitsu brésilien, l'organisation d'un tournoi d'arts martiaux à élimination directe. Composé de huit hommes, le tournoi devait s'appeler « War of the Worlds » (La guerre des mondes). Davie souhaite ainsi retrouver l'esprit des défis filmés lancés par la famille Gracie au Brésil dans les années 1970. Les disciples du jiu-jitsu brésilien formés par la famille Gracie se mesuraient à des combattants venus d'autres disciplines telles que le karaté, le kung-fu ou le kick-boxing. L'idée du tournoi proposé par Davie est donc de confronter des artistes martiaux de différentes disciplines dans des combats aux règles assez libres, afin de déterminer le meilleur art martial. Rorion Gracie et son élève Milius acceptent de diriger l'organisation de l'événement, tandis que Davie budgétise et trouve 28 investisseurs pour créer WOW Promotion qui produira ce gala.
En 1993, il ne manque plus qu'un diffuseur pour que le tournoi soit mis en place. Après l'échec de plusieurs tentatives auprès des filiales de télévision à la carte des chaînes américaines HBO et Showtime, Davie signe finalement un accord de diffusion avec Campbell McLaren et Bob Meyrowitz, les dirigeants de Semaphore Entertainment Group (SEG). L'entreprise est alors une pionnière dans ce type de diffusion. SEG créé l'Octogone, la surface de combat de forme octogonale entourée de grillage.
Elle change le nom du tournoi en « The Ultimate Fighting Championship ». WOW Promotion et SEG produisent ce premier gala, renommé plus tard « UFC 1 », au McNichols Sports Arena de Denver dans le Colorado, le 12 novembre 1993.
Le tournoi oppose alors des champions nationaux de karaté, kick-boxing, sumo et boxe anglaise. En effet, si le concept est nouveau en Occident, des tournois analogues existent déjà au Japon depuis quelques années (et au Brésil en amateur depuis des décennies, nommé Vale Tudo qui veut là aussi dire « combat sans règles »). Deux combattants sortent du lot avec un style orthodoxe. Le premier se nomme Ken Shamrock. Shamrock est le seul participant du tournoi à être expérimenté sur ce circuit particulier, avec une fiche officielle de trois victoires pour aucune défaite. L'autre n'est autre que Royce Gracie, frère de Rorion, qui malgré son gabarit plutôt commun, remporte facilement ses trois combats dont une demi-finale face au musculeux Ken Shamrock. Cette démonstration met alors en lumière le jiu-jitsu brésilien développé par la famille Gracie.
Avec le succès de ce premier gala, SEG souhaite développer le concept et en faire une franchise. La promotion Ultimate Fighting Championship est alors lancée et le fondateur de SEG, Bob Meyrowit, en devient le président exécutif. Pas moins de 32 événements supplémentaires sont alors organisés jusqu'en 2001.

## Historique et spécificités
Les premiers combats de l'UFC ressemblaient aux jeux du cirque, une cage au lieu d'un ring, des adversaires qui se piétinent et s'envoient des coups de coudes dans les cervicales, des visages ensanglantés et de terribles KO : tous les ingrédients sont là pour que les médias s'y intéressent et se déchaînent. Les détracteurs sont nombreux, des personnalités politiques s'en mêlent et mettent la pression sur les organisateurs. Petit à petit, contraint et forcé, l'UFC doit changer, plus de règles pour protéger les combattants, introduction de limite de temps puis de catégories de poids, passage devant des commissions sportives, test antidopage... Aujourd'hui, l'UFC respecte les règles unifiées des MMA (Unified Rules of Mixed Martial Arts) établies par la commission athlétique du New Jersey en septembre 2000. Bien que la plupart des organisations appliquent ces règles depuis cette date, elles ne seront officiellement reconnues qu'à partir du 30 juillet 2009, date à laquelle elles furent adoptées à l'unanimité par l'Association of Boxing Commissions (en).
Hormis ces règles, l'UFC possède une autre caractéristique qui la distingue des autres organisations de MMA, il s'agit de sa cage. Un octogone d'environ 9,50 m de diagonale, surélevé à 1,20 m du sol. Il est clôturé par des piliers recouverts de protections en plastique et reliés entre eux par un grillage. Cette clôture mesure 1,76 m de haut. Cette surface de combat est avantageuse pour les bons lutteurs et pour les phases de Clinch (combat au corps à corps debout). En effet, les combattants peuvent se servir du grillage et des nombreux coins pour y bloquer leurs adversaires et limiter leurs moyens de défense. Cet aspect là du combat est beaucoup plus difficile sur un ring avec des cordes (utilisé dans d'autres organisations de MMA), le risque de passer entre et de tomber freinant ce processus. À contrario, le ring a tendance à favoriser le striking (action de « frapper » : combat debout, pieds et poings) par sa taille plus petite (déplacement défensif plus restreint, proximité constante de l'adversaire). Ces deux aspects du combat sont néanmoins présents sur les deux surfaces, mais il est important de préciser les avantages et les inconvénients des deux possibilités. Le choix de cet octogone marquant fortement l'identité de l'UFC, l'orientation et le style de combat qu'elle induit, « Octogone » est un terme déposé, tout comme ses dimensions. Les organisations concurrentes n'ont pas le droit de l'utiliser.
Les combattants ont eux aussi des règles à respecter au niveau de leurs tenues. Ces règles sont pratiquement les mêmes dans toutes les organisations de MMA. Ils doivent porter des gants spéciaux en forme de mitaine, suffisamment rembourrés pour éviter les fractures de la main mais ouverts au niveau des doigts pour permettre les phases de grappling (lutte). Il y a obligation de porter un protège-dents et une coquille protégeant les organes génitaux masculins. Les chaussures sont interdites. Les shorts peuvent être de différents styles, semblables à ceux utilisés dans tous les sports de combats. Les combattants ne doivent pas entrer avec un objet dans l'octogone et doivent avoir les ongles coupés. Un arbitre vérifie que ces conditions sont respectées juste avant l'entrée dans la cage. Il enduit également le visage du combattant avec de la vaseline. 
Grâce à ce revirement et à ce changement d'image, peut-être au détriment de la pureté de la compétition originelle, la manne financière peut revenir, avec notamment la très rentable retransmission télévisée en pay-per-view.

## Développement

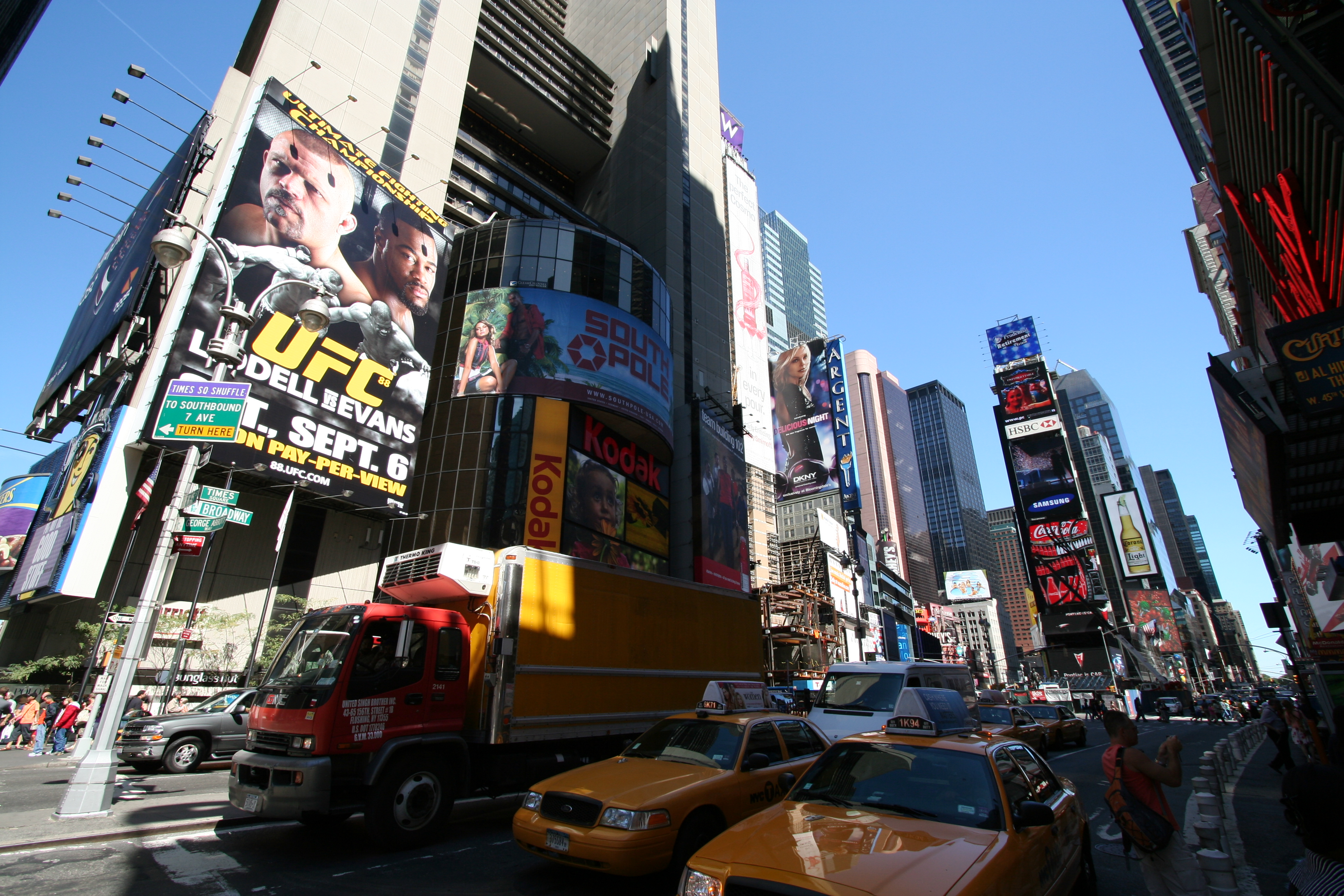
L'UFC, créé en 1993, est devenu la plus importante organisation mondiale de MMA. Ici, une affiche publicitaire pour l', sur Times Square.

L'UFC a d'abord été gérée par Semaphore Entertainment Group (SEG), une entreprise américaine spécialisée dans les retransmissions sportives en paiement à la séance. En janvier 2001, l'organisation est rachetée pour deux millions de dollars par Zuffa, une entreprise basée à Las Vegas et créée pour l'occasion par les gérants de casino Frank Fertitta III et Lorenzo Fertitta. La compagnie nomme alors Dana White en tant que président. En 2010, la société ouvre son capital et appartient désormais à quatre principaux actionnaires. Les frères Fertitta possèdent 40,5 % chacun, le groupe d'investissement Flash Entertainment basé à Abou Dabi possède 10 % et Dana White en possède 9 %.
Avec la légalisation des MMA dans de nombreux pays, dans la plupart des états nord-américains et un peu partout en Europe (Allemagne, Royaume-Uni, Italie, Espagne, Suisse, Belgique, Pologne, Luxembourg), l'UFC connait au cours de la seconde partie des années 2000 une ascension fulgurante, économiquement et médiatiquement. Non content de diffuser leurs événements en paiement à la séance aux États-Unis, Brésil, Australie, Canada, Italie, et en Nouvelle-Zélande, l'UFC peut également être visionnée dans 150 pays et dans 22 langues différentes. Le 21 décembre 1997 l'UFC Japan organise le premier évènement hors des États-Uni. Aujourd'hui, l'UFC organise des galas un peu partout dans le monde (États-Unis, Royaume-Uni, Canada, Japon, Brésil, Suède, Allemagne, Irlande, Australie, Chine, Pologne, Mexique...). Leur nombre va croissant, il passe de 2 ou 3 par an au début de la ligue à un record de 49 soirées en 2014 (41 en 2015). Les MMA ne sont légaux en France que depuis 2022.
Les droits de retransmission (hors paiement à la séance) sur le sol américain sont d'abord acquis par Spike TV (désormais NBC Sports Network) à partir de 2005. Il diffuse notamment la télé-réalité créée par l'UFC, The Ultimate Fighter, une émission hebdomadaire et plusieurs événements gratuits (les UFC Fight Night). Les revenus générés par cette association avec Spike TV vont (de l'aveu de Dana White lui-même) sauver l'UFC qui connait, pendant la première partie des années 2000, de gros problèmes financiers. En août 2011, Zuffa met un terme à cet accord et signe un contrat bien plus lucratif avec Fox Sports Net, le plus gros réseau de diffusion américain. L'entente dure sept années et rapporte à la firme du Nevada quelque 100 millions de dollars par an.
L'UFC doit également son succès à une politique commerciale agressive. À partir du milieu des années 2000, Zuffa commence à racheter ses concurrents potentiellement dangereux. Le 27 mars 2007, il acquiert Pride Fighting Championships, leader mondial basé au Japon, au bord de la faillite, pour un peu moins de 70 millions de dollars. Ce rachat permet à l'UFC d'asseoir sa suprématie sur la discipline. Après avoir un temps annoncé vouloir développer le Pride FC à l'échelle mondiale, avec l'espoir ambitieux de concurrencer le football, Zuffa décide finalement, le 4 octobre 2007, de fermer la ligue japonaise après avoir transféré au sein de l'UFC la plupart de ses meilleurs combattants.
Peu avant, en décembre 2006, elle rachète le World Extreme Cagefighting. Le WEC est une ligue importante dans le monde du MMA, surtout dans les catégories de poids légères. Zuffa continue à exploiter le WEC jusqu'en décembre 2010. Le 28 octobre 2010, Dana White annonce la fusion des deux ligues et ainsi la création de deux nouvelles divisions au sein de l'UFC : « Featherweight » ou poids plume et « Bantamweight » ou poids coq.
Le 20 novembre 2010, le champion des poids plumes Jose Aldo est directement intronisé premier champion poids plume de l'UFC.
Lors du WEC 53, dernier événement de l'organisation, le 16 décembre 2010, Zuffa met en place un combat entre le champion poids coq en titre, Dominick Cruz, et son aspirant numéro un pour désigner le premier détenteur de la ceinture de cette catégorie à l'UFC. C'est le seul et unique combat pour un titre de champion qui n'est pas décerné lors d'un combat à l'UFC.
Le 12 mars 2011, Zuffa acquiert le Strikeforce, une ligue américaine en plein développement qui possède notamment une très bonne catégorie poids lourds et deux catégories féminines. Comme lors de l'achat du Pride FC, l'UFC annonce tout d'abord vouloir continuer à développer le Strikeforce. Mais la plupart des stars de cette ligue sont rapidement transférées à l'UFC et, le 12 janvier 2013, après un ultime événement, le Strikeforce baisse définitivement le rideau. 
Bien que Dana White ait affirmé que jamais on ne verrait de femmes à l'UFC, le 8 novembre 2012, l'organisation annonce la création de sa première catégorie féminine, les poids coqs. La championne de cette catégorie au Strikeforce, Ronda Rousey, est également intronisée première championne de l'UFC. Cette dernière est la sportive la plus suivie en 2021 sur le réseau social Instagram avec 13,2 millions d'abonnés, devant Vanessa Williams (12,8 millions). L'organisation américaine continue son développement en décembre 2013 en ajoutant une nouvelle catégorie féminine. Le 11 décembre, elle annonce la signature de contrats avec onze combattantes poids pailles en provenance de l'Invicta FC, une promotion américaine dédiée aux MMA féminines. Les nouvelles compétitrices participent à la 20e saison de l'émission The Ultimate Fighter afin de déterminer la première championne de l'UFC dans cette catégorie,.
Le 11 juillet 2016, après quinze ans de gestion et 361 événements organisés, les dirigeants de Zuffa annoncent la vente de l'UFC à la société WME-IMG (spécialisée dans la représentation de sportifs et artistes multi plate-forme) et aux fonds d'investissement américain Silver Lake (en) et Kohlberg Kravis Roberts. En tant qu'investisseur minoritaire, Michael Dell (fondateur et dirigeant de l’entreprise informatique Dell) devient lui aussi actionnaire de l'UFC. La vente est estimée à 4 milliards de dollars (soit 2 000 fois le prix d'achat). Lorenzo Fertitta démissionne de son poste de CEO mais reste actionnaire minoritaire, tandis que Dana White est maintenu à son poste de président. Populairement et économiquement, l'UFC est la plus grande franchise mondiale de MMA depuis plus de dix ans.
Le premier événement organisé par l’UFC en France, UFC Fight Night Gane vs Tuivasa, a lieu le 3 septembre 2022 à Paris et le premier combattant Français à combattre est Benoît Saint Denis. La chaîne l'Equipe diffuse la soirée en direct.

## Règlement
À ses débuts, l' UFC fut censurée dans la plupart des États américains à cause de la violence des premiers combats de ses évènements. Peu à peu, plusieurs règles sont apparues. Finalement, la commission athlétique du New Jersey se penche sur la question et crée en septembre 2000 un répertoire de règles appelé « Unified Rules of Mixed Martial Arts » auxquelles il faudra se plier pour être autorisé à produire des évènements de MMA dans cet État. L'UFC adopte alors cette règlementation, comme la plupart des organisations de MMA partout dans le monde. Voici un aperçu de cette règlementation :

### Durée des combats
- Les combats hors championnat durent trois rounds.
- Les combats de championnat durent cinq rounds.
- Depuis 2012, le « combat principal » (main event) d'un événement est également en cinq rounds (même s'il n'y a pas de titre en jeu).
- Les rounds durent cinq minutes.

Une période de récupération de 1 minute est respectée entre chaque round.

### Fautes
1. Coup de pied ou de genoux au visage lorsque l'adversaire est au sol (minimum 3 points d'appui au sol) ;
2. Coup de tête ;
3. Tenir un œil de quelconque manière ;
4. Morsure ;
5. Prise de cheveux ;
6. « Fish hooking » (technique qui consiste à déchirer les tissus entourant des orifices (nez, bouche) comme le ferait un hameçon dans la bouche d'un poisson) ;
7. Coups dans les parties génitales ;
8. Mettre un doigt dans un orifice ou une blessure d'un adversaire ;
9. Manipulation de petites articulations telles que les doigts ;
10. Coups à la gorge ainsi qu'attraper la trachée ;
11. Pincer, tordre ou arracher la chair ;
12. Attraper et tirer les épaules et la clavicule ;
13. Coups dans le bulbe rachidien (à l'arrière de la tête) ;
14. Coups dans le dos (colonne vertébrale) ;
15. Envoyer un adversaire hors de l'arène ;
16. Tenir les vêtements de l'adversaire ;
17. Crachats ;
18. Comportement anti-sportif susceptible de causer des blessures à l'adversaire ;
19. Tenir la grille de la cage (pour porter des coups plus puissants, éviter une mise au sol...) ;
20. Attaquer un adversaire entre deux rounds ;
21. Attaquer un adversaire dont l'arbitre s'occupe ;
22. Attaquer un adversaire après la sonnerie ;
23. Ignorer de manière flagrante les décisions de l'arbitre ;
24. Interférence de l'accompagnateur (cornerman), en perturbant l'arbitre ou le combat;
25. Utiliser un objet dans le ring à son avantage.

L'arbitre juge si la faute est intentionnelle ou répétitive, auquel cas il est habilité à déduire des points de pénalité sur le round en cours. Si la faute entraîne l'impossibilité de continuer le combat, le combattant fautif est disqualifié si la faute est intentionnelle ou le combat est jugé « No-Contest » (comme s'il n'avait pas eu lieu) si elle est involontaire.

### Issue d'un combat
Un combat comporte plusieurs intervenants. Les deux combattants qui s'affrontent ainsi que leurs hommes de coin (entraineurs, staff technique...), l'arbitre, trois juges habilités à noter le combat et un médecin. Seuls les combattants et l'arbitre se trouvent dans l'octogone durant le combat. Les hommes de coin et le médecin interviennent entre les rounds. L'arbitre est habilité à stopper temporairement le combat et faire intervenir le médecin. Les trois juges se tiennent à l'extérieur, de part et d'autre de la surface de combat.
Un affrontement peut se terminer avant la fin du temps règlementaire sur décision de l'arbitre ou d'un médecin. La fin du combat peut alors avoir plusieurs dénominations :
1. Soumission : l'arbitre intervient et arrête le combat lorsqu'un combattant tape clairement sur le tapis ou sur son adversaire, se soumet verbalement, ou montre des signes évidents de souffrances (en criant). Aussi, une soumission technique peut être déclarée quand un combattant perd connaissance (étranglement) ou quand il est sur le point de subir une grave blessure alors qu'il est pris dans une technique de soumission (dans une clé par exemple) ;
2. Knockout (KO) : l'arbitre intervient et stoppe le combat lorsqu'un combattant est mis dans un état d'inconscience à cause de n'importe quel coup légal ;
3. KO technique (TKO) : Si l'arbitre décide qu'un combattant ne peut pas continuer le combat, il est déclaré KO technique.
Il existe trois arrêts de match :
4. * arrêt de l'arbitre : l'arbitre arrête le combat car l'un des combattants n'est plus capable de se défendre ;
5. * arrêt du médecin : l'arbitre constate une blessure chez l'un des deux combattants. Il stoppe temporairement le combat et demande l'intervention du médecin pour examiner et évaluer la gravité de la blessure (coupure, vision, fracture....). Si le médecin donne son accord, le combat reprend. S'il juge que continuer peut s'avérer dangereux pour le combattant, il en informe l'arbitre qui suit son avis et met fin au combat par KO technique ;
6. * arrêt du coin : un homme de coin du combattant annonce l'abandon à l'arbitre qui met fin au combat.
7. Disqualification : arrêt du médecin ou de l'arbitre à la suite d'un coup illégal et intentionnel entrainant l'impossibilité de continuer le combat. L'auteur du coup est alors disqualifié ;
8. No contest : cette dénomination stipule un non-lieu. Plusieurs cas sont possibles :
9. * arrêt du médecin à la suite d'un coup non autorisé mais involontaire. Un combattant est rendu incapable de se battre ou de continuer le combat à cause d'un tel coup illégal,
10. * double KO, suivant l'interprétation de l'arbitre (peut également se solder par un match nul),
11. * résultat changé postérieurement au combat (dopage avéré, erreur dans l'annonce de la décision).

Si le combat arrive à son terme, ce sont les juges qui décident du vainqueur en fonction des notes qu'ils attribuent à chaque combattant. Ces notes sont le total des points attribués à chaque round. Ils prennent en compte le nombre de coups significatifs portés, le nombre d'amenées au sol, le nombre de tentatives de soumission, le nombre de knock down (coup dont la puissance fait s'écrouler l'adversaire, bien que celui-ci évite le KO), le contrôle général du combat, la défense, la combativité... Le vainqueur du round gagne 10 points, son adversaire gagne un nombre inférieur à 10 selon sa performance. En cas de round équilibré, les juges peuvent donner 10 points à chaque combattant. Le nombre de points maximum est donc de 30 points pour un combat en trois rounds et de 50 points pour un combat en cinq rounds.
Il existe plusieurs types de décisions :
- décision unanime : les 3 juges déclarent le même combattant comme vainqueur ;
- décision partagée : 2 juges déclarent le même combattant vainqueur, le troisième donne la victoire à l'autre combattant ;
- décision à la majorité : 2 juges déclarent le même combattant vainqueur, le troisième donne une égalité.

Les juges peuvent également déclarer une « égalité » :
- égalité unanime : les 3 juges déclarent une égalité ;
- égalité à la majorité : 2 juges déclarent une égalité, le troisième déclare une victoire ;
- égalité partagée : 2 juges sont en désaccord sur le vainqueur, le dernier juge déclare une égalité.

### Catégories de poids
L'UFC compte aujourd'hui huit catégories de poids masculines et quatre catégories de poids féminines.
Depuis l'événement UFC 31 du 4 mai 2001, l'organisation suit les catégories de poids fixées par les « règles unifiées des MMA ». Les divisions actuelles ont été introduites progressivement, elles ont évolué au fil des ans en changeant de nom et/ou de limites de poids. L'une d'entre elles a même disparu, la catégories des poids super-lourds (Super Heavyweight) pour les compétiteurs de plus de 265 lb (120 kg) n'a existé que le temps d'un seul combat opposant Josh Barnett à Gan McGee le 17 novembre 2000 lors l'UFC 28.
En décembre 2013, l'introduction d'une nouvelle catégorie féminine, celle des poids pailles est annoncé et la première championne de cette division est couronnée un an après,. Cette division n'est pas officiellement reconnue par les « règles unifiées des MMA ».

#### Catégories masculines
| Catégorie       | Dénomination anglophone | Limites                              | Notes |
| --------------- | ----------------------- | ------------------------------------ | --- |
| Poids mouches   | Flyweight               | De 115 lb (52 kg) à 125 lb (57 kg).  | Ajoutée depuis le 3 mars 2012 par un tournoi à quatre hommes débutant lors de l'UFC on FX 2. |
| Poids coqs      | Bantamweight            | De 125 lb (57 kg) à 135 lb (61 kg).  | Annoncé le 28 octobre 2010 avec la fusion du World Extreme Cagefighting dans l'UFC. |
| Poids plumes    | Featherweight           | De 135 lb (61 kg) à 145 lb (66 kg).  | Annoncé le 28 octobre 2010 avec la fusion du World Extreme Cagefighting dans l'UFC. |
| Poids légers    | Lightweight             | De 145 lb (66 kg) à 155 lb (70 kg).  | Ajoutée comme catégorie des « poids coqs » le 24 septembre 1999, lors de l'UFC 22, avec une limite de poids à 150 lb (68 kg). Renommée catégorie des « poids légers » le 4 mai 2001, lors de l'UFC 31, avec une limite supérieure passant à 155 lb (70 kg) suivant l'adoption des « règles unifiées des MMA » mises en place par la commission athlétique du New Jersey.                                                                           |
| Poids mi-moyens | Welterweight            | De 155 lb (70 kg) à 170 lb (77 kg).  | Ajoutée comme catégorie des « poids légers » le 27 juillet 1997, lors de l'UFC 14. Renommée catégorie des « poids mi-moyens » lors de l'UFC 31. |
| Poids moyens    | Middleweight            | De 170 lb (77 kg) à 185 lb (84 kg).  | Ajoutée le 4 mai 2001, lors de l'UFC 31. |
| Poids mi-lourds | Light Heavyweight       | De 185 lb (84 kg) à 205 lb (93 kg).  | Ajoutée comme catégorie des « poids légers » le 7 février 1997, lors de l'UFC 12, avec une limite de poids à 200 lb (91 kg). Renommée catégorie des « poids moyens » le 27 juillet 1997 lors de l'UFC 14 avec l'apparition d'une nouvelle division des « poids légers » pour les combattants de moins de 170 lb (77 kg). Renommée à nouveau catégorie des « poids mi-lourds » lors de l'UFC 31, avec une limite de poids passant à 205 lb (93 kg). |
| Poids lourds    | Heavyweight             | De 205 lb (93 kg) à 265 lb (120 kg). | Ajoutée le 7 février 1997, lors de l'UFC 12 pour les compétiteurs de plus de 200 lb (91 kg). Alignée sur les « règles unifiées des MMA » mises en place par la commission athlétique du New Jersey, lors de l'UFC 31. |

#### Catégories féminines
| Catégorie     | Dénomination anglophone | Limites                             | Notes |
| ------------- | ----------------------- | ----------------------------------- | --- |
| Poids pailles | Strawweight             | De 105 lb (48 kg) à 115 lb (52 kg). | Annoncée dès décembre 2013, le premier titre de cette catégorie est attribué le 12 décembre 2014 à la suite d'une saison dédié de la série The Ultimate Fighter. |
| Poids mouches | Flyweight               | De 115 lb (52 kg) à 125 lb (57 kg). | Le premier titre de cette catégorie est attribué le 1er décembre 2017.                                                                                           |
| Poids coqs    | Bantamweight            | De 125 lb (57 kg) à 135 lb (61 kg). | Intronisée par Dana White le 8 novembre 2012. |
| Poids plumes  | Featherweight           | De 135 lb (61 kg) à 145 lb (66 kg). | Ajoutée le 11 février 2017, lors de l'UFC 208. |

## Championnat
À l'origine, l'UFC fonctionnait avec un système de tournois à plusieurs tours dans la même soirée. Le vainqueur était alors désigné comme champion. En 1999, la normalisation du MMA pousse l'UFC à abandonner les tournois pour faire place un système proche dans sa forme à celui de la boxe. Il y a un champion en titre par catégories de poids et des aspirants. Dana White (président), Joe Silva (match maker) et Lorenzo Fertita (actionnaire majoritaire) choisissent ensemble le combattant méritant d'affronter le champion. Il devient alors « l'aspirant numéro 1 ». Ce choix est fait en fonction de ses résultats et/ou de sa popularité.
Lorsque le champion ne peut défendre sa ceinture sur une période plus ou moins longue (blessures ou autres), un titre dit « intérimaire » est mis en place. Le champion « indiscuté » défend son titre face au champion intérimaire lors de son retour, le combat unifiant les deux ceintures. Officiellement, l'UFC ne cumule pas les titres indisputés et les titres intérimaires dans leurs palmares historique. Seuls les titres indisputés sont comptabilisés. Mais le statut des titres intérimaires est assez flou. Parfois mis en avant, parfois mis en retrait.
Lorsqu'un combat de championnat se solde par une égalité, le titre reste au champion en titre avant le combat. Les autres combats qui ne concernent pas la ceinture de champion sont déterminés selon les mêmes critères.
Depuis 2013, l'UFC a également mis en place un classement officiel regroupant les dix meilleurs combattants par catégories (quinze depuis 2014). Ce classement est mis à jour après chaque évènement ; l'UFC a déclaré qu'il est basé sur le vote d'un panel de journalistes, mais cette méthode a été très critiquée et suspectée de manipulations de la part de l'UFC, en raison du manque de transparence de ce vote (le détail des votes n'est pas publié) et du manque d'actualisation et de cohérence du panel retenu (beaucoup des médias pour lesquels les votants travaillent n'étant pas pertinents car pas spécialisés en MMA, peu notoires et certains ne publiant même plus du tout depuis plusieurs années). Le rang d'un combattant peut être un argument de plus dans l'organisation des combats. Un classement pound for pound (ou « tout poids confondus ») est également voté par ce même panel.

## Champions actuels

### Catégories masculines
| Catégorie       | Nom                   | Statut   | Début du règne    | Défenses de titre |
| --------------- | --------------------- | -------- | ----------------- | ----------------- |
| Poids lourds    | Tom Aspinall          | Officiel | 11 novembre 2023  | 1                 |
| Poids mi-lourds | Magomed Ankalaev      | Officiel | 8 mars 2025       | 0                 |
| Poids moyens    | Khamzat Chimaev       | Officiel | 17 août 2025      | 0                 |
| Poids mi-moyens | Jack Della Maddalena  | Officiel | 10 mai 2025       | 0                 |
| Poids légers    | Ilia Topuria          | Officiel | 28 juin 2025      | 0                 |
| Poids plumes    | Alexander Volkanovski | Officiel | 13 avril 2025     | 0                 |
| Poids coqs      | Merab Dvalishvili     | Officiel | 15 septembre 2024 | 2                 |
| Poids mouches   | Alexandre Pantoja     | Officiel | 8 juillet 2023    | 4                 |

### Catégories féminines
| Catégorie     | Nom                  | Statut     | Début du règne    | Défenses de titre |
| ------------- | -------------------- | ---------- | ----------------- | ----------------- |
| Poids plumes  | Vacant               |            |                   |                   |
| Poids coqs    | Kayla Harrison       | Officielle | 7 juin 2025       | 0                 |
| Poids mouches | Valentina Shevchenko | Officielle | 14 septembre 2024 | 1                 |
| Poids pailles | Weili Zhang          | Officielle | 12 novembre 2022  | 3                 |

### Titre symbolique BMF (Baddest Motherfucker)
| Catégorie           | Nom          | Début du règne | Défenses de titre |
| ------------------- | ------------ | -------------- | ----------------- |
| Poids plumes/légers | Max Holloway | 13 avril 2024  | 0                 |

## Records de l'UFC
La liste ci-dessous, non exhaustive, regroupe plusieurs records notables (la mise à jour de cette dernière date du 22 janvier 2023).
- Champion le plus jeune :  Jon Jones (23 ans et 8 mois).
- Champion le plus âgé :  Randy Couture (45 ans et 146 jours).
- Longévité du règne :  Anderson Silva (6 ans, 8 mois et 22 jours).
- Nombre de combats disputés :  Jim Miller (38).
- Nombre de victoires :  Jim Miller (24).
- Nombre de finitions :  Charles Oliveira (20).
- Nombre de KO :  Derrick Lewis (14).
- Nombre de soumissions :  Charles Oliveira (16).
- Nombre de décisions victorieuses :  Georges Saint-Pierre (12).
- Nombre de victoires pour le titre :  Jon Jones (15 combats).
- Nombre de combats disputés pour le titre :  Jon Jones (16).
- Nombre de défenses consécutives d'un titre :  Demetrious Johnson (11 combats).
- Plus grande série d'invincibilité :  Anderson Silva (16 combats).
- KO le plus rapide :  Jorge Masvidal (5 secondes).
- Soumission la plus rapide :  Oleg Taktarov (9 secondes).
- KO le plus rapide lors d'un combat pour le titre :  Conor McGregor (13 secondes).
- Soumission la plus rapide lors d'un combat pour le titre :  Ronda Rousey (14 secondes).
- Nombre d'amenées au sol lors d'un combat :  Amine Zouaouidov(21).
- Nombre de prix confondus de la soirée :  Donald Cerrone (18).
- Nombre de performance de la soirée :  Charles Oliveira (9).
- Nombre de KO de la soirée :  Anderson Silva (7).
- Nombre de soumission de la soirée :  Joe Lauzon (6).
- Nombre de combat de la soirée :  Edson Barboza -  Nate Diaz -  Frankie Edgar (8).
- Temps total passé dans la cage :  Frankie Edgar (6 heures, 2 minutes et 51 secondes).
- Temps moyen passé dans la cage :  Sergei Pavlovich (2 minutes et 24 secondes - sur 7 combats).
- Nombre de tentatives de takedown en un combat :  Merab Dvalishvili (48)